# La Harpe (Illinois)
La Harpe és una població dels Estats Units a l'estat d'Illinois. Segons el cens del 2000 tenia 1.385 habitants.

## Demografia
Segons el cens del 2000, La Harpe tenia 1.385 habitants, 561 habitatges, i 383 famílies. La densitat de població era de 393,2 habitants/km².
Dels 561 habitatges en un 31,2% hi vivien nens de menys de 18 anys, en un 57% hi vivien parelles casades, en un 9,4% dones solteres, i en un 31,6% no eren unitats familiars. En el 29,1% dels habitatges hi vivien persones soles el 16% de les quals corresponia a persones de 65 anys o més que vivien soles. El nombre mitjà de persones vivint en cada habitatge era de 2,39 i el nombre mitjà de persones que vivien en cada família era de 2,93.
Per edats la població es repartia de la següent manera: un 24% tenia menys de 18 anys, un 6,5% entre 18 i 24, un 24,4% entre 25 i 44, un 23,5% de 45 a 60 i un 21,7% 65 anys o més.
L'edat mediana era de 41 anys. Per cada 100 dones de 18 o més anys hi havia 77,3 homes.
La renda mediana per habitatge era de 32.589 $ i la renda mediana per família de 37.708 $. Els homes tenien una renda mediana de 31.250 $ mentre que les dones 20.400 $. La renda per capita de la població era de 15.586 $. Aproximadament el 4,6% de les famílies i el 7,4% de la població estaven per davall del llindar de pobresa.

## Poblacions més properes
El següent diagrama mostra les poblacions més properes.